# ダイナコネクティブ
ダイナコネクティブは、かつて東京都千代田区に本社があった家電メーカー。社名は、Dynamic、Dynamo、Connectiveからなる造語である。2010年に破産した。

## 概要
2002年、韓国人社長の金鳳浩が創立。社長が日本国内、台湾、韓国、中国に築いた幅広いコネクションにより、独自の工場を持たずに完全に製造を外注化するビジネスモデル、いわゆるファブレスメーカーのスタイルを構築。自社ブランド「Dawin」（ダ・ウィン）を冠した液晶テレビ、地上デジタルチューナーなどを西友やイオングループといった大手GMSに納入することに成功して話題を呼んだ。最盛期を迎えた2008年5月期の年間売上高は、151億3,000万円に達していた。

## 液晶テレビ
名が広まったきっかけは、イオングループにおいて2008年、DVDプレーヤー内蔵地デジ対応32型液晶テレビを49,800円で販売し、数日の内に完売した実績を残したことによる。この低価格の実現には、韓国サムスン社製の液晶パネルの在庫処分品を流用したり、生産性が問題となる配線等の組み立て作業を人海戦術で仕上げるなどの工夫があった。

## 終焉
液晶テレビが普及するにつれ、低価格化が進んだこと。また、2009年11月には一部液晶テレビの電源基盤から発煙し、リコールが生じる事態に見舞われていたこともあり経営が悪化。2010年10月12日付けで営業を打ち切り、事後処理を弁護士の明石法彦に一任、10月28日に自己破産を申請した。負債73億8000万円。